# 吉野ヶ里町立東脊振中学校
吉野ヶ里町立東脊振中学校（よしのがりちょうりつ ひがしせふりちゅうがっこう）は、佐賀県神埼郡吉野ヶ里町石動にある町立の中学校。

## 概要
歴史
1947年（昭和22年）の学制改革で創立。現校名になったのは2006年（平成18年）。2022年（令和4年）に創立75周年を迎えた。
校章
中央に「中」の文字を配している。
校歌
1952年（昭和27年）制定。作詞は中島哀浪、作曲は江口芳雄による。歌詞は3番まであり、各番の歌詞中に校名の「東脊振村の中学」が登場する。
校区
吉野ヶ里町のうち「松隈、石動、大曲、三津」。小学校区は吉野ヶ里町立東脊振小学校。

## 沿革
- 1947年（昭和22年）
  - 4月1日 - 学制改革が行われる。
    - 東脊振国民学校の初等科（6年制）は新制小学校「東脊振村立東脊振小学校」となる。
    - 東脊振国民学校の高等科（2年制）は青年学校普通科とともに、新制中学校「東脊振村立東脊振中学校」（3年制）に改組される。小学校に併設される。

  - 5月3日 - 開校式を挙行。小学校校舎に併設され、5学級（1年2学級、2年2学級、3年1学級）を編成する。
- 1949年（昭和24年）10月 - 木造校舎1棟目（3教室）が完成。
- 1950年（昭和25年）9月 - 木造校舎2棟目（3教室）が完成。
- 1951年（昭和26年）4月 - 木造校舎3棟目（3教室）が完成。中学校の独立校舎が完成し、併設を解消。
- 1952年（昭和27年）3月1日 - 校旗・校歌を制定。
- 1954年（昭和29年）9月 - 体育館が完成。
- 1960年（昭和35年）4月1日 - 東脊振村立小川内中学校[2]を統合。
  - 小川内中学校校舎を解体の上、東脊振中学校校地内に小川内地区生徒を対象にした寄宿舎が完成。
- 1963年（昭和38年）2月 - 技術科室が完成。
- 1965年（昭和40年）4月 - 小学校新校舎改築工事のため、普通教室1を小学校に貸与。図書館を玄関の東側に移す。
- 1966年（昭和41年）4月 - 小学校新校舎が完成したため、普通教室1が中学校に復帰。
- 1971年（昭和46年）3月 - 運動場の一部を拡張。
- 1977年（昭和52年）2月 - 新校舎（第一期工事）が完成。
- 1978年（昭和53年）
  - 1月 - 新校舎（第二期工事）が完成。
  - 6月 - 造園が完了。
  - 10月 - 技術科室が完成。
- 1979年（昭和54年）4月 - 新体育館が完成。
- 1980年（昭和55年）12月 - 学校給食を開始。
- 1981年（昭和56年）8月 - 運動場の整地工事が完了。
- 1984年（昭和59年）2月 - 中学校寄宿舎を脊振村役場南に新築される。
- 1986年（昭和61年）10月 - 部室が完成。
- 1989年（平成元年）
  - 8月 - 男子バレーボール部が全国大会に出場。
  - 9月 - 東脊振中モットープレートを屋上に設置。
- 1991年（平成3年）2月 - サザンカを植樹。
- 1994年（平成6年）3月 - 校舎の増改築工事が完成。
- 2001年（平成13年）8月 - 体育館内部、および校舎内部（一部）の改修工事が完了。
- 2002年（平成14年）4月 - 特別支援学級（ふれあい学級）を設置。
- 2004年（平成16年）8月 - 校舎の耐震補強工事が完了。
- 2006年（平成18年）3月1日 - 町村合併により、「吉野ヶ里町立東脊振中学校」（現校名）に改称。
- 2008年（平成20年）2月 - 体育館の耐震補強工事が完了。
- 2015年（平成27年）3月 - グラウンドの拡張工事、校門の改修工事が完了。
- 2016年（平成28年）8月 - 職員駐車場の位置に、放課後児童クラブの建物を建設。
- 2017年（平成29年）6月 - 体育館の改修工事を完了。
- 2021年（令和3年）
  - 9月 - 校舎東側河川横に職員駐車場を整備。
  - 10月 - 隣接地に吉野ヶ里町文化体育館が開館。
- 2023年（令和5年）4月 - 通級指導教室を設置。
- 2024年（令和6年）1月 - 屋上の東脊振中モットープレートを取り替える。

## 交通
最寄りの鉄道駅
- JR九州 長崎本線「吉野ヶ里公園駅」

最寄りのバス停留所
- リムジンバス福岡空港線 「東脊振庁舎前」停留所

最寄りの幹線道路
- 佐賀県道31号佐賀川久保鳥栖線「東脊振小学校前」交差点
- 国道385号「中副」交差点
- 長崎自動車道 「東脊振IC」

## 周辺
- 吉野ヶ里町立東脊振小学校
- 吉野ヶ里町立東脊振幼稚園
- 吉野ヶ里町役場 東脊振庁舎（旧・東脊振村役場）
- 東脊振公民館
- 吉野ヶ里町文化体育館
- 吉野ヶ里町さざんか武道館
- 神埼警察署 東脊振警察官駐在所
- 佐賀広域消防局 神埼消防署 吉野ヶ里出張所
- 東脊振郵便局
- JAさが神埼地区東脊振東部ライスセンター
- 田手川